# Please Mr. Postman
Please Mr. Postman ist ein von Georgia Dobbins, William Garrett, Freddie Gorman, Brian Holland und Robert Bateman geschriebenes Lied. Es war 1961 die A-Seite der Debütsingle der Marvelettes für das Label Tamla (Motown). Es war das erste Motown-Stück, das den ersten Platz der Billboard-Hot-100-Pop-Singles-Charts erreichte. Auch in der R&B-Hitparade kam es auf Platz 1. 1975 schaffte es Please Mr. Postman in der Coverversion der Carpenters ein zweites Mal auf Platz 1 der Billboard Hot 100. Zahlreiche Künstler nahmen eigene Versionen von Please Mr. Postman auf, unter anderem 1963 die Beatles.

## Entstehung

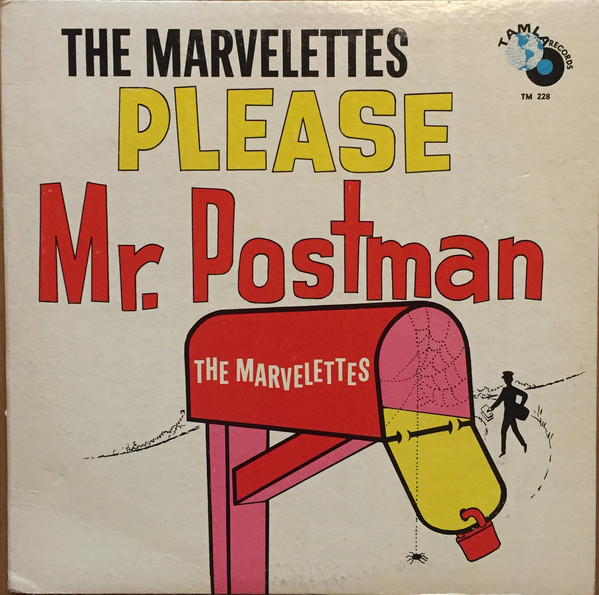
Plattencover von Please Mr. Postman

Im April 1961 hatten die Marvelettes (damals noch unter dem Namen The Marvels) ein Vorspielen für Berry Gordys Plattenlabel Tamla. Die Leadsängerin der Marvels, Georgia Dobbins, brauchte ein unveröffentlichtes Lied für diese Audition und kontaktierte William Garrett, einen Musiker, der wie sie in Inkster wohnte. Von ihm bekam sie ein Blues-Stück, das sie für ihre Gruppe arrangierte. Dobbins verließ die Gruppe kurz nach dem Vorspielen aus persönlichen Gründen und Gladys Horton übernahm die Leitung der Gruppe und die Rolle der Leadsängerin. Als Ersatz für Dobbins wurde Wanda Young engagiert. Gordy benannte die Gruppe um und beauftragte Brianbert, das Songwriting-Duo Brian Holland and Robert Bateman, mit einer Überarbeitung des Stücks. Freddie Gorman, ein weiterer Songwriting-Partner von Holland (aus der Zeit, bevor Holland ein Teil des Teams Holland–Dozier–Holland wurde) war ebenso an der finalen Überarbeitung beteiligt. Das Lied beschreibt, wie die Protagonistin den Briefträger fragt, ob er ihr heute einen Brief ihres Freundes bringt, von dem sie schon lange nichts mehr gehört hat.
Die Begleitung der Marvelettes bei der Aufnahme erfolgte durch die Funk Brothers unter anderem mit Marvin Gaye am Schlagzeug.
Die Autorenangaben für Please Mr. Postman variierten im Laufe der Jahre. Auf der Tamla-45-Single der Marvelettes erscheinen Dobbins/Garett/Brianbert als Komponisten und Brianbert wird als Musikproduzent genannt. Auf der Rückseite des Covers der Originalausgabe des Beatles-Albums With the Beatles wird lediglich (Brian) Holland als Autor genannt. In der 1976 veröffentlichten Beatles-Diskografie All Together Now wird das Lied Holland, Bateman und Berry Gordy zugeschrieben. Im 1992 erschienenen Motown-Box-Set Hitsville USA: The Motown Singles Collection werden Dobbins, Garrett, Holland, Bateman und Gorman als Komponisten aufgezählt. Die Songwriters Hall of Fame beschränkt die Angaben der Autoren auf Holland, Bateman und Gorman. Der Musikverlag EMI Music Publishing weist alle fünf Beteiligten als Autoren in seinem Katalog aus.
Das Musikmagazin Billboard setzte das Stück auf Platz 22 seiner Liste der 100 Greatest Girl Group Songs of All Time.

## Besetzung
The Marvelettes
- Gladys Horton – Lead- und Begleitgesang
- Wanda Young – Begleitgesang
- Georgeanna Tillman – Begleitgesang
- Wyanetta (Juanita) Cowart – Begleitgesang
- Katherine Anderson – Begleitgesang

The Funk Brothers
- Marvin Gaye – Schlagzeug
- Benny Benjamin – Schlagzeug
- James Jamerson – E-Bass
- Eddie Willis – Gitarre
- Richard „Popcorn“ Wylie – Klavier
- Eddie „Bongo“ Brown – Perkussion

## Kommerzieller Erfolg

### Chartplatzierungen
| ChartsChartplatzierungen       | Höchstplatzierung | Wochen |
| ------------------------------ | ----------------- | ------ |
| Vereinigte Staaten (Billboard) | 1 (23 Wo.)        | 23     |

### Auszeichnungen für Musikverkäufe
| Land/Region                  | Auszeichnungen für Musikverkäufe (Land/Region, Auszeichnung, Verkäufe) | Verkäufe |
| ---------------------------- | ---------------------------------------------------------------------- | -------- |
| Vereinigte Staaten (RIAA)    | Gold                                                                   | 500.000  |
| Vereinigtes Königreich (BPI) | Gold                                                                   | 400.000  |
| Insgesamt                    | 2× Gold ·                                                              | 900.000  |

## The Beatles-Version
Im Jahr 1963 veröffentlichte die britische Band The Beatles eine Coverversion von Please Mister Postman auf ihrem zweiten Studioalbum With the Beatles. In den USA erschien ihre Fassung auf The Beatles’ Second Album. Leadsänger war John Lennon und der Text wurde dahingehend verändert, dass hier der Mann auf einen Brief seiner Freundin wartet. Produziert wurde das Lied von George Martin, Toningenieur war Norman Smith. Aufgenommen wurde es am 30. Juli 1963 in den Londoner Abbey Road Studios (Studio 2). Die Band nahm insgesamt sieben Takes auf, wobei der 7. für die finale Version verwendet wurde und auf der noch Overdubs eingespielt wurden. An diesem Tag wurden noch fünf weitere Lieder eingespielt.
Die Aufnahmen der Vormittagssession, bei der auch Please Mister Postman aufgenommen wurde, fanden zwischen 10 und 13:30 Uhr statt.
Die Abmischung des Liedes erfolgte am 21. August 1963 in Mono und am 29. Oktober 1963 in Stereo.
Please Mister Postman war eines von drei Motown-Stücken, die die Beatles auf With the Beatles coverten, die anderen waren Money (That’s What I Want) und You Really Got a Hold on Me.
Please Mister Postman (so die Schreibweise in der Beatles-Version) gehörte 1962 zum Liverepertoire der Beatles; sie spielten es regelmäßig bei ihren Auftritten im Cavern Club. Zum Zeitpunkt der Aufnahme für ihr Album gehörte das Lied nicht mehr zum Liveset, sie spielten es aber später für ihre BBC-Radiokonzerte. Eine Aufnahme aus der Sendung Pop Go the Beatles aus dem Juli 1963 erschien im November 2013 auf dem Album On Air – Live at the BBC Volume 2. In Deutschland wurde Please Mister Postman im Mai 1964 als Single, mit Hold Me Tight als B-Seite, veröffentlicht. Auch in Kanada, als B-Seite von Roll Over Beethoven, und Japan, mit Money (That’s What I Want) als B-Seite, erschien das Stück als Single.
Besetzung
- John Lennon – Leadgesang (Double-Tracked), Rhythmusgitarre, Händeklatschen
- Paul McCartney – Begleitgesang, E-Bass, Händeklatschen
- George Harrison – Begleitgesang, Leadgitarre, Händeklatschen
- Ringo Starr – Schlagzeug, Cowbell,[11] Händeklatschen

## The Carpenters-Version
Im November 1974 erschien die Single Please Mr. Postman / This Masquerade als Single des Duos Carpenters. Das Stück erreichte Anfang 1975 den ersten Platz der Billboard Hot 100. Es war der zwölfte und letzte Millionenseller des Duos. Die Version der Carpenters erinnert im Arrangement an ein Rock-’n’-Roll-Stück der 1950er Jahre. Im Juni 1975 war das Lied auch auf dem Album Horizon enthalten.
Ein Musikvideo für das Lied wurde in Disneyland gefilmt. Es wurde 1985 auf der VHS-Kassette und der Laserdisc 2002 Yesterday Once More und 2002 auf der DVD Gold: Greatest Hits veröffentlicht.
Samples aus der Fassung der Carpenters wurde 2006 vom Rapper Juelz Santana für die Single Oh Yes benutzt.
Besetzung
- Karen Carpenter – Lead- und Begleitgesang, Schlagzeug
- Richard Carpenter – Begleitgesang, Klavier
- Joe Osborn – E-Bass
- Tony Peluso – Gitarre
- Bob Messenger – Tenorsaxophon
- Doug Strawn – Baritonsaxophon
- Ungenannt – Kastagnetten, Tubular Bells

## Weitere Versionen
- Die neuseeländische Sängerin Lyn Barnett erreichte 1962 mit ihrer Coverversion Platz 4 der Charts in Neuseeslands.[13]
- Die Pat Boone Family veröffentlichte ihre Fassung des Stücks 1974 ungefähr zeitgleich mit der der Carpenters.
- The Originals (die Gruppe von Freddie Gorman, Koautor des Lieds) brachte 1981 eine Single auf den Markt, die das Medley Waitin’ on a Letter / Mr. Postman enthielt. Diese auf dem Independent-Label Phase II veröffentlichte Single war die letzte Chartnotierung der Gruppe und kam auf Platz 74 Hot R&B/Hip-Hop Songs.
- Eine Coverversion der Saturdays wurde 2014 für den Film Postman Pat: The Movie aufgenommen.
- Teile der Melodie verwendete die US-amerikanische Rockband Portugal. The Man 2017 für ihren Song Feel It Still.